# カラスムギ属
カラスムギ属 (カラスムギぞく、Avena) は、10-15の種が分類される、イネ科の属である。ヨーロッパ、アジア、北アフリカに自生する。この内の1種は穀物として広く栽培されるが、他の数種は雑草として世界中に生える。カラスムギ属の種子は全て食べることができるが、多くの種では種子が小さく、収穫が困難である。

## 生態
穀物として栽培されているものを含むカラスムギ属の植物は、チョウ目の幼虫の餌になる。

## 種

### 栽培種
カラスムギ属の1つの種は穀物として世界中で広く栽培される。他にも4つの種が、地域的に少量栽培されている。
- Avena sativa - エンバク。6倍性種 (AACCDD, 2n=42)[2] で重要な穀物として広く栽培される。オート（Oat）とも言われる。
- Avena abyssinica - アビシニアオート[2]。4倍性種 (AABB, 2n=28) 、穀物としてエチオピアの高地で栽培されている[3]。雑草型で脱粒性が顕著な A. vaviloviana がある[4]。両種の共通祖先野生種はスレンダーオート A. barbata (AABB) でエチオピアで独自に栽培化されたものと考えられている[5]。
- Avena byzantina - 中東や近東で若干栽培されている。
- Avena nuda - ハダカエンバクと呼ばれ、エチオピアにおけるA. abyssinicaと同様に栽培されている。時にエンバクに含められることもあり、エンバクがヨーロッパに普及するまでは広く栽培されていた。エンバクよりも栄養価が高いため、近年、特に有機農業での栽培が増加している。
- Avena strigosa - セイヨウチャヒキとも呼ばれ、西ヨーロッパやブラジルで飼料として栽培されている。

### 野生種
以下は野生のカラスムギ属の種である。穀物の近くに生え、しかも穀物と形態や農薬耐性がよく似ているため、厄介な雑草となっている。
- Avena barbata - 細い。
- Avena brevis - 丈が短い。
- Avena fatua - カラスムギ。最も良く見られるものである。
- Avena maroccana
- Avena occidentalis
- Avena pubescens - 綿毛で覆われている。
- Avena pratensis - 牧草地に生える。
- Avena spicata
- Avena sterilis - 冬季に生える。

## その他
「野生のカラスムギの種をまく（Sowing wild oats）」という表現が、少なくとも16世紀頃から使われていた。1542年にイングランド・ノーフォークのプロテスタントの牧師であるトーマス・ベーコンが作った小冊子にこの表現が登場する。また、類似の表現がプラウトゥスら共和政ローマ時代の作家によっても使われている。この表現は、野生のカラスムギはエンバク栽培の厄介な雑草であるところに由来する。ヨーロッパの主要な穀物の中でもエンバクは特に雑草の駆除が難しく、一つ一つをより分けて手で駆除しなければならない。このようなことから、「野生のカラスムギの種をまく（Sowing wild oats）」という表現は「無駄な作業」を意味するようになった。また植物の種子と人間の「種子」との連想から、この意味は「非嫡出子」という意味になっていった。